# 23096 Mihika
23096 Mihika è un asteroide della fascia principale. Scoperto nel 1999, presenta un'orbita caratterizzata da un semiasse maggiore pari a 2,2495556 UA e da un'eccentricità di 0,1259892, inclinata di 5,15593° rispetto all'eclittica.